# 川村尚也
川村 尚也（かわむら たかや、1963年 - ）は、日本の経営学者、大阪公立大学大学院都市経営研究科都市経営専攻教授。出身は埼玉県。
専門は、経営組織論を中心とした経営学であるが、地理学、社会学へも関心を広げており、特に多文化社会における知識創造経営（ナレッジ・マネジメント）を研究課題としている。

## 経歴
1987年、東京大学教養学部教養学科（アメリカ地域研究専攻）卒業。1989年、一橋大学大学院商学研究科博士課程単位取得満期退学。指導教官は野中郁次郎。1989年から1992年まで、西武百貨店企画室勤務。1995年、一橋大学大学院商学研究科博士課程単位取得退学。同年、甲南大学経営学部専任講師、のち1997年、助教授。2000年、大阪市立大学商学部助教授。2001年、同大学院経営学研究科助教授、のち2007年に職名変更により准教授。2018年、同大学院都市経営研究科准教授。2022年、大学の統合により大阪公立大学所属となり、2025年1月から教授に昇任した。

## 主な著書

### 単著
- 川村尚也『『王様のレストラン』の経営学入門－人が成長する組織のつくりかた－』扶桑社、1996年、303頁。ISBN 978-4594020651。
  - 1995年に放送されたテレビドラマ『王様のレストラン』を題材にした経営組織論

### 共著
- 川村尚也 著、大阪市立大学商学部 編 編『ビジネス・エッセンシャルズ〈1〉経営』有斐閣、2003年、252頁。ISBN 978-4641052642。
  - 第七章 経営組織 ―近代官僚制と環境適応―

### 翻訳
- 今井賢一 編 編、川村尚也 訳『プロセスとネットワーク』NTT出版、1989年、207頁。ISBN 978-4871880633。